# Генріх Фоґелер
Генріх Фоґелер (нім. Heinrich Vogeler; 12 грудня 1872, Бремен, Німеччина — 14 червня 1942, Корнїївка, Бухар-Жирауський район, Казахська РСР, СРСР) — німецький художник і філософ, представник німецького югендстилю.

## Життєпис
Народився у Бремені в 1872 році. В 1890–1895 роках відвідував Дюссельдорфську академію мистецтв. Після закінчення навчання жив у селі Ворпсведе біля Бремена. 
В 1901 році одружився з Мартою Шредер, у тому ж році народилася їхня перша донька Марі-Луїза (Міке). В 1903 році на світ з'явилася їхня друга дочка Беттіна, а в 1905 році Марта. Проте в 1926 році пара розлучилася.
Здійснив подорож на Цейлон в 1906 році. До 1908 працював, використовуючи власні креслення, над перебудовою свого будинку Баркенгоф у Ворпсведе. Дружив з Рільке, працював над оформленням журналу символістів «Острів» («Die Insel»). Для вивчення концепцій «міста-саду» побував в 1909 в Англії.

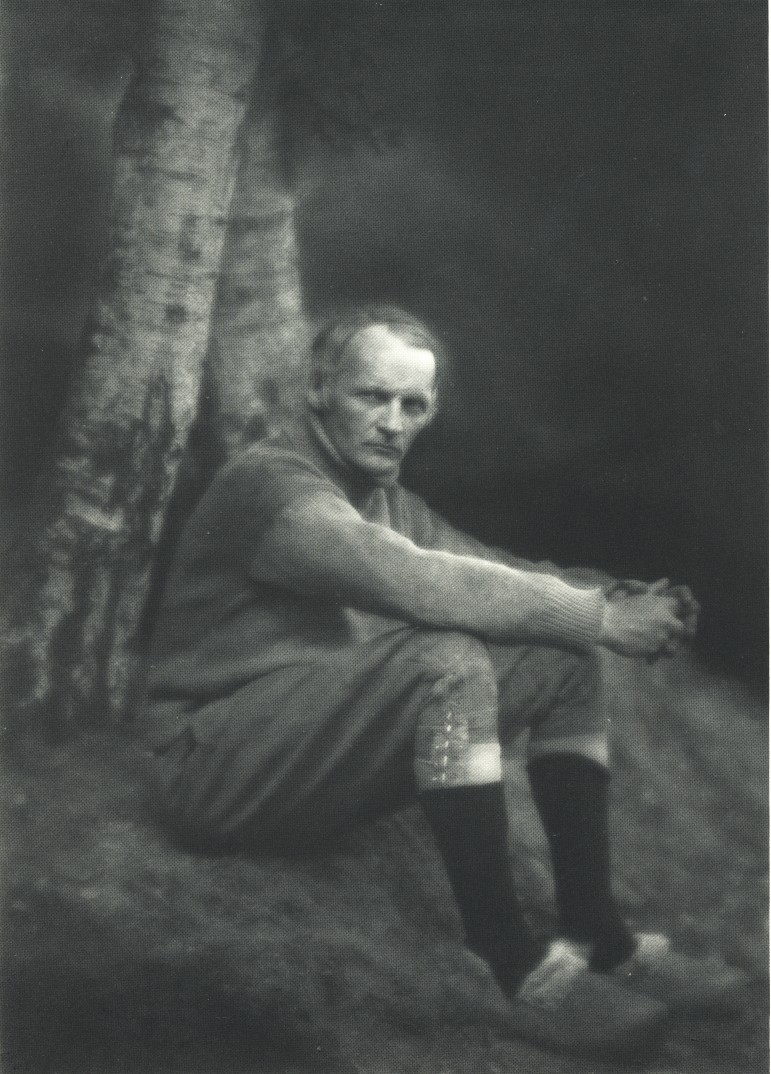
Генріх Фоґелер на фотографії Ніколи Першайда (1924)

В 1914 році Фоґелер добровольцем пішов на війну, і в 1915–1917 роках був відправлений на Східний фронт, де робив польові замальовки для військового командування (в 1916 році вийшов альбом з його малюнками «Зі Сходу»). Фронтовий досвід сприяв його переходу на антивоєнні позиції, і на початку 1918 року Фоґелер був поміщений в психіатричну клініку за пораженські настрої, а згодом демобілізований.
У тому ж році разом з Фріцом Макензеном, Отто Модерзоном та іншими став засновником колонії художників у Ворпсведе і був одним з її духовних лідерів.
В 1920-ті манера художника змінюється: використовуючи новаторські прийоми таких течій як кубізм і футуризм, він приходить до створення т. зв. комплексних картин, для яких характерне «монтажне» з'єднання різних планів і сюжетних ліній. Разом зі старшою дочкою, Міке, він розписує свій будинок в Баркенгофі фресками, присвяченими революційній боротьбі і новому справедливому суспільному устрою. Восени 1926 року ландратом Остергольца була зроблена спроба знищити ці настінні розписи як небезпечні і розпалюючі класову ненависть, однак широка громадська кампанія на підтримку художника дозволила їх врятувати. Втім, у 1939 році вони все-таки були знищені.
У перші повоєнні роки у своїх політичних поглядах Фоґелер схилявся до анархо-синдикалізму, і вступив в Комуністичну партію Німеччини лише в 1925 році. Проте, він став членом утвореного в 1923 Товариства друзів нової Росії і в тому ж році здійснив свою першу поїздку в Радянський Союз, де впродовж року був керівником відділу мистецтв в Комуністичному університеті національних меншин Заходу.
У 1925–1926 роках Фоґелер кілька разів їздив в Радянський Союз, виконуючи доручення Міжнародної організації допомоги борцям революції (МОДР), головою якого був його майбутній тесть Юліан Мархлевський. Мархлевський вмовив художника надати його дім Баркенгоф для дитячого будинку Червоної допомоги Німеччини (RHD). Враження про перебування в Радянському Союзі було використано в таких «комплексних картинах» художника, як «Карелія і Мурманськ» (1926), «Будівництво нового життя в радянських республіках Центральної Азії» (1927), «Баку» (1927).

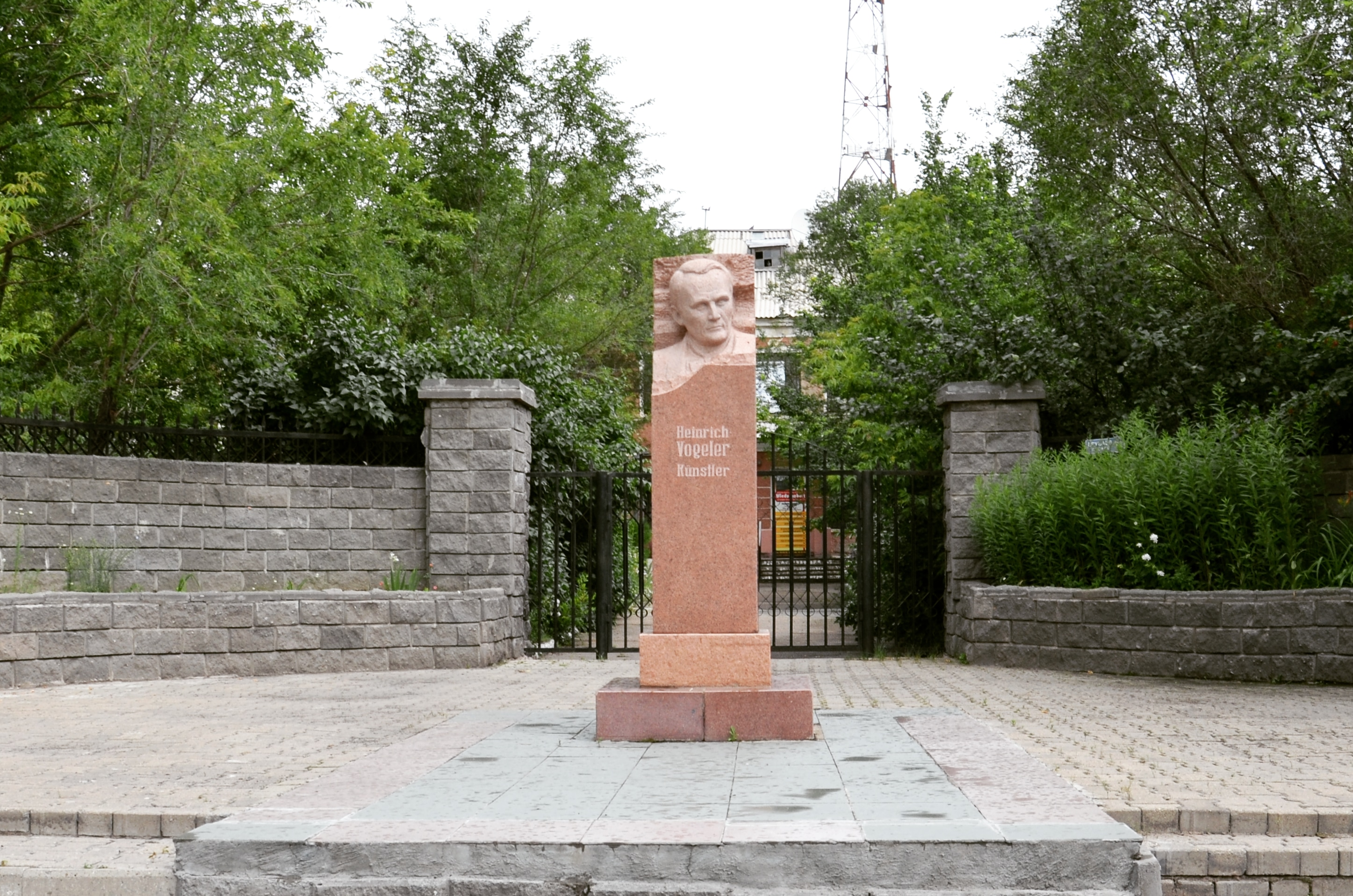
Пам'ятник Г. Фоґелеру у Караганді

У 1927 році став одним із засновників «Робочої групи комуністичних художників» (попередниці Асоціації революційних художників Німеччини). Однак в 1929 художника виключили з КПН через його зв'язки з опозиційною «групою Генріха Брандлера». У 1929–1931 роках працював художником у берлінському рекламному і архітектурному бюро Die Kugel Герберта Ріхтера.
У 1931 році художник отримав запрошення в СРСР працювати в Комітеті з стандартизації, а в 1932 році був направлений на службу в бюро пропаганди в Ташкенті. Прихід до влади в Німеччині нацистів унеможливив повернення художника на батьківщину. Живопис Фоґелера початку 1930-х демонструє все більше наближення до соцреалізму.
У вересні 1941 року Фоґелера як німця депортували в Казахську РСР, де він і помер в Корнїївці в 1942 році. Точне місцезнаходження його могили не встановлено.

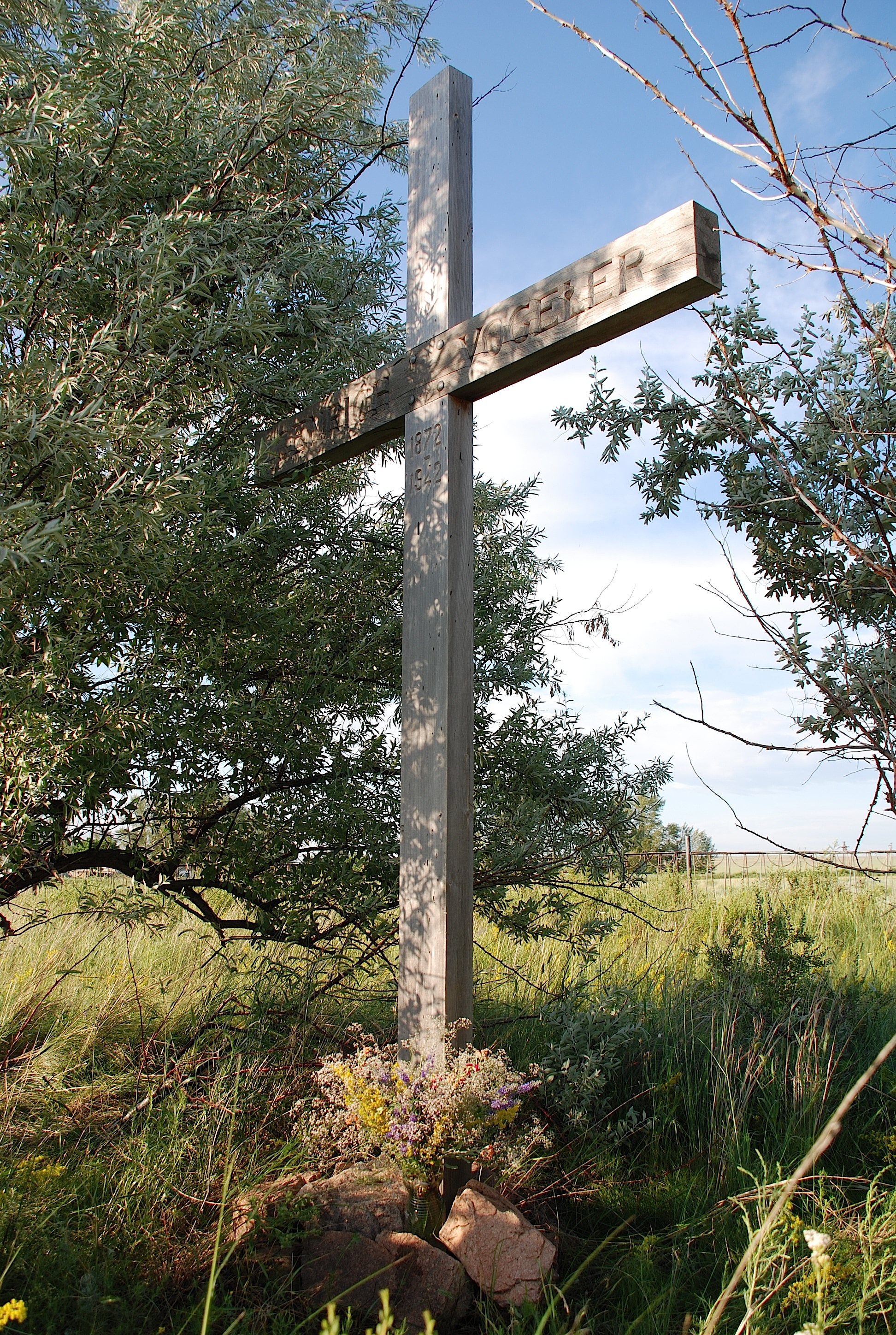
Ймовірне місце поховання Генріха Фоґелера

Друга дружина художника — Софія Мархлевська, дочка польського комуніста Юліана Мархлевського. Їхній син Ян Юрген Фогелер (1923—2005) — радянський філософ і професор МДУ.
Дочка від першого шлюбу Марі-Луїза (Міке) вийшла заміж за письменника і журналіста Густава Реглера.

## Пам'ять
В 1997 році на передбачуваному місці поховання художника був встановлений великий дерев'яний хрест. В 2015 році там же встановлені надгробні плити.
В 1999 році у Караганді, біля Німецького культурного центру Wiedergeburt був встановлений пам'ятник Генріху Фоґелеру авторства Анатолія Білика.

## Галерея

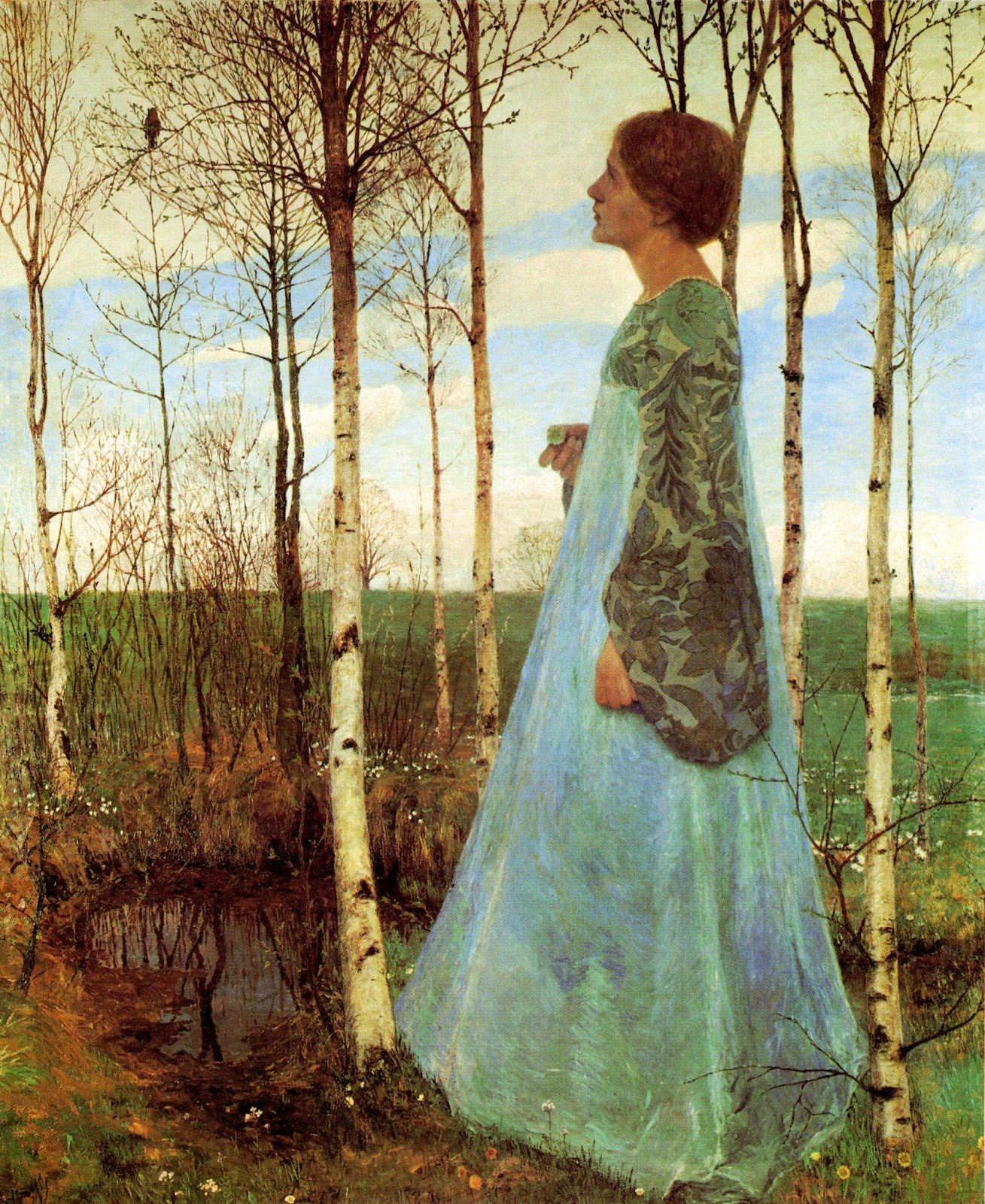
Весна (Портрет Марти Фогелер), 1897
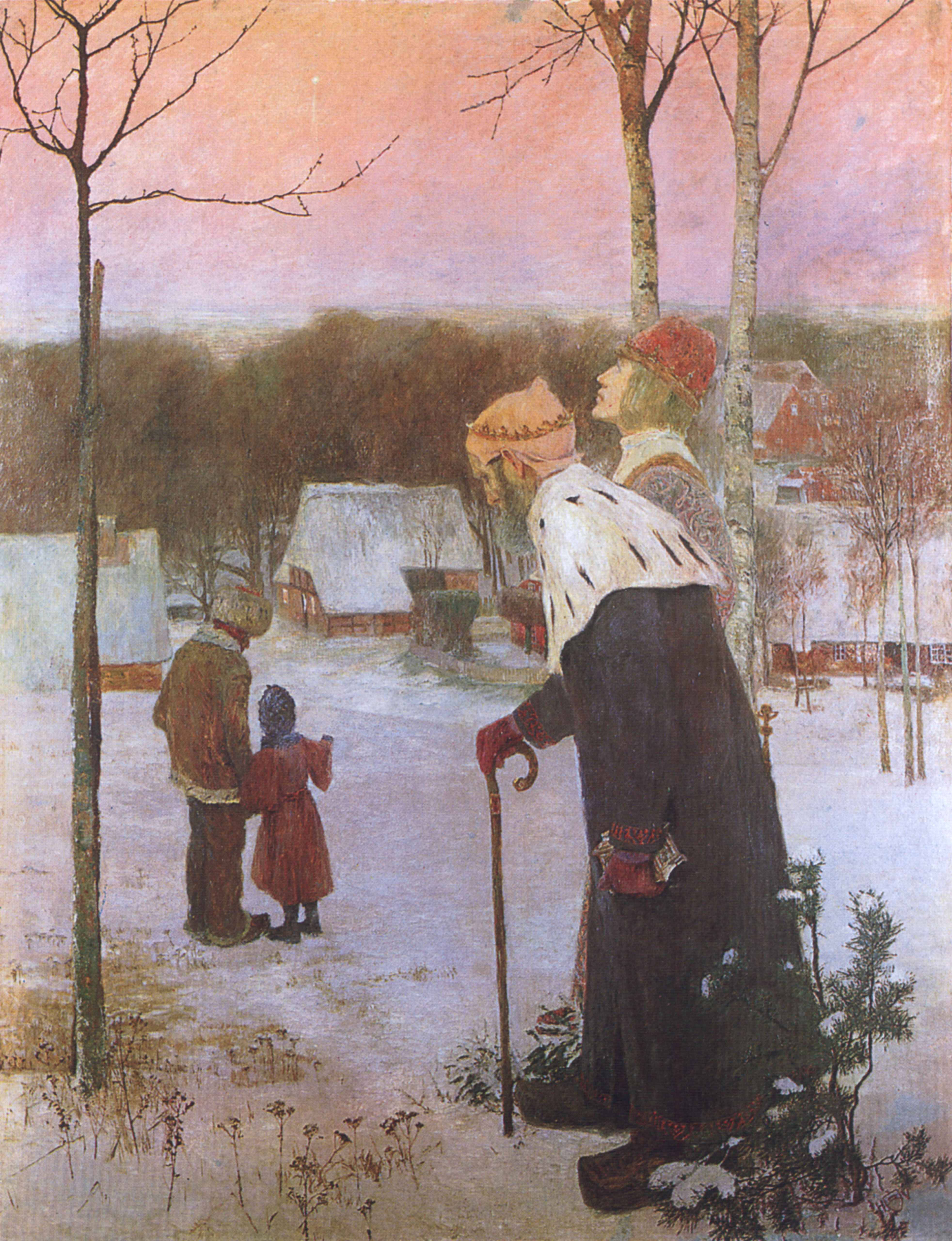
Зимова казка, 1897
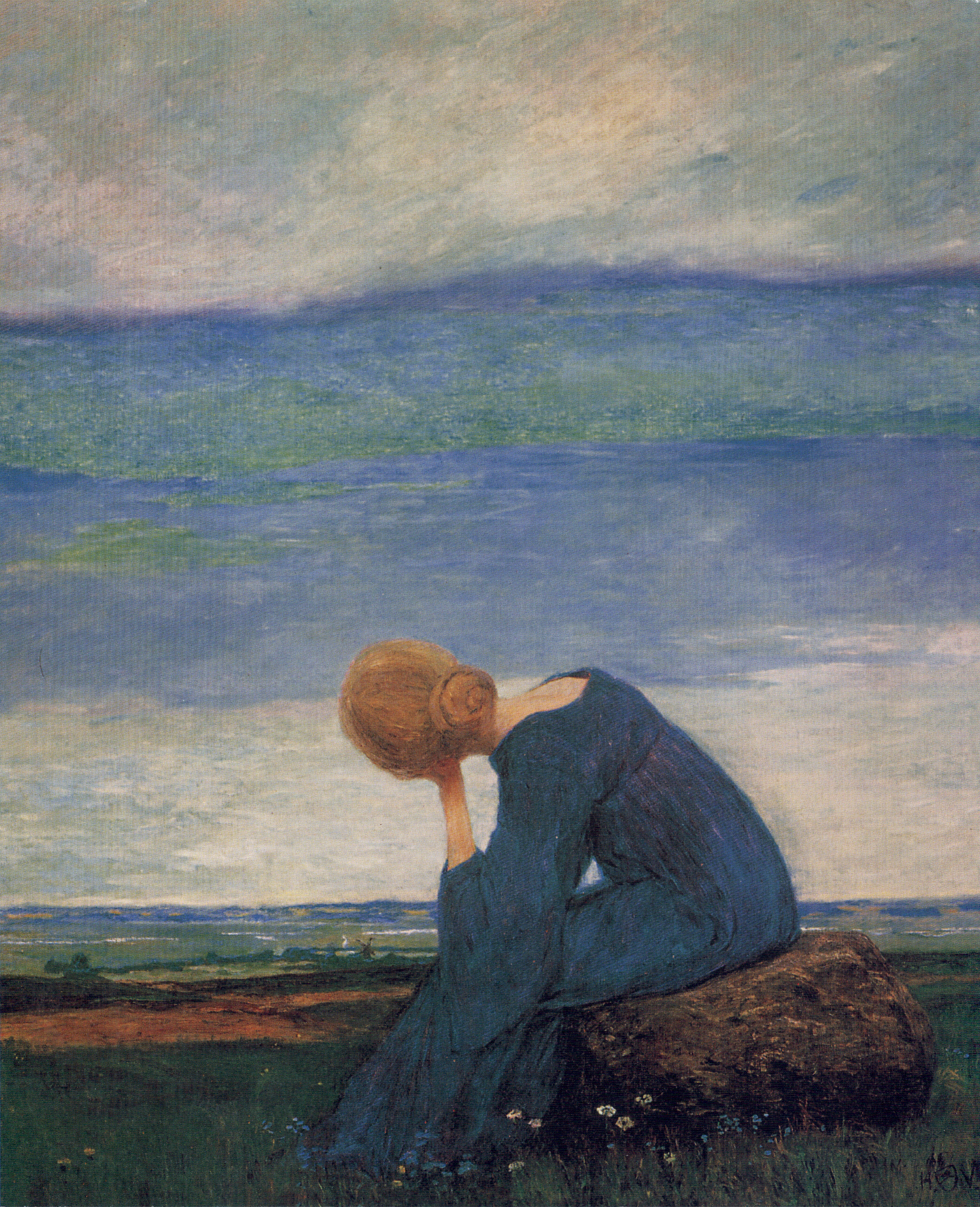
Туга (Мрійливість), близько 1900
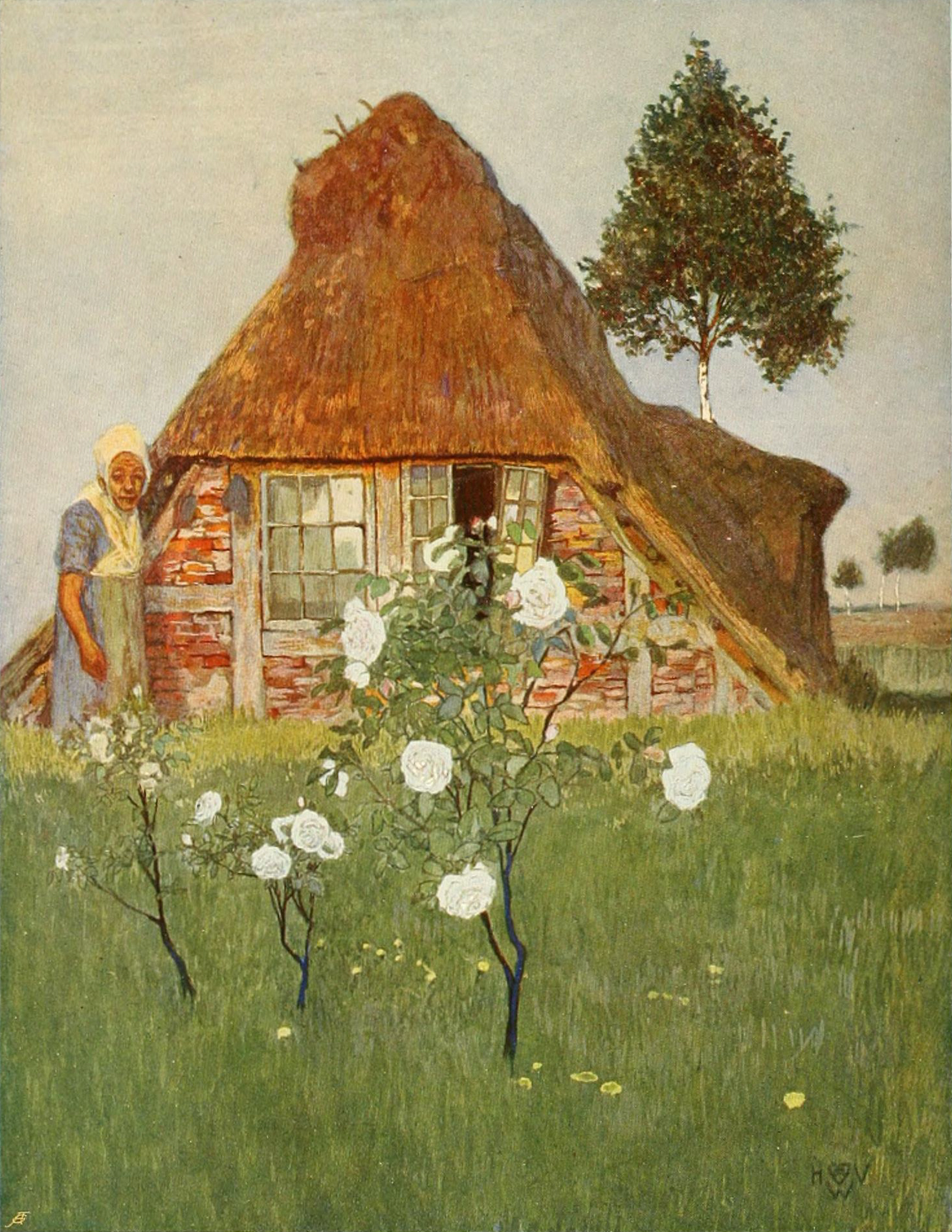
Вечірнє сонце в болоті, 1903
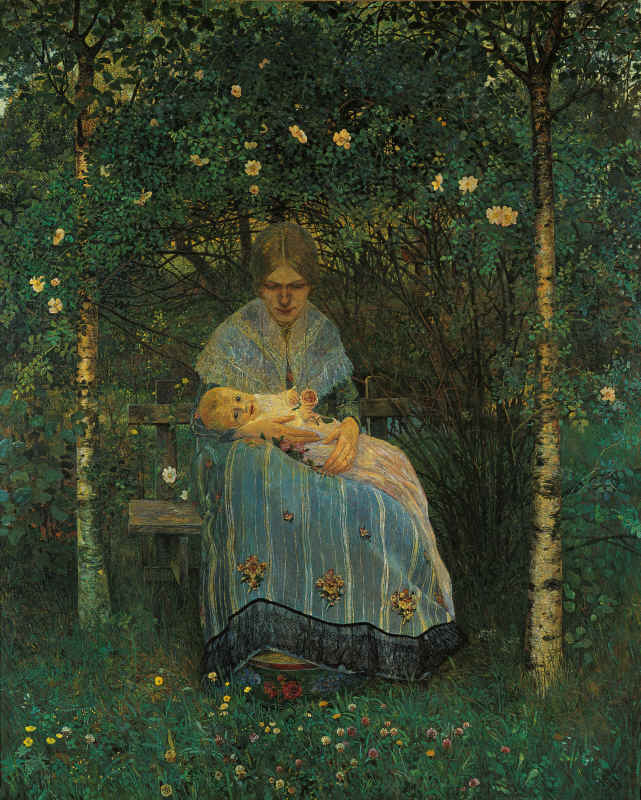
Перше літо, 1902
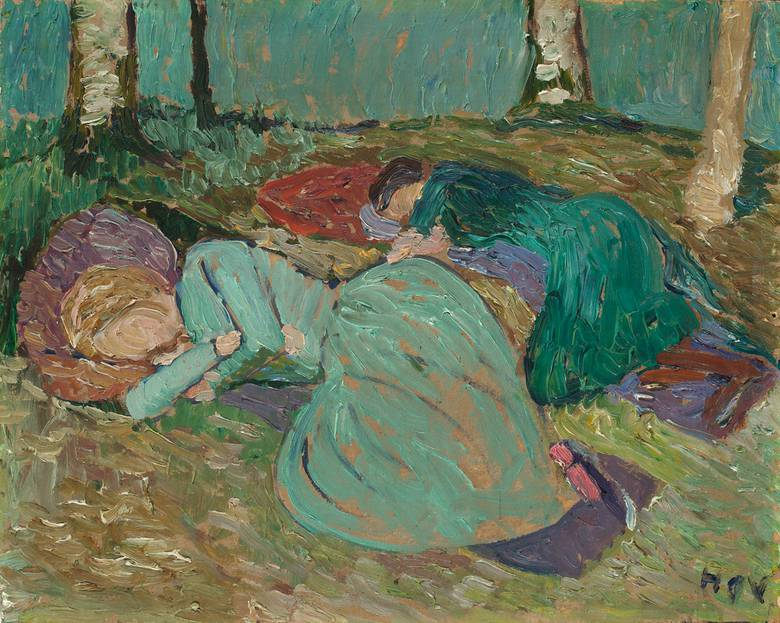
Сплячі в саду Марта Фогелер і Паула Модерзон-Беккер, 1904
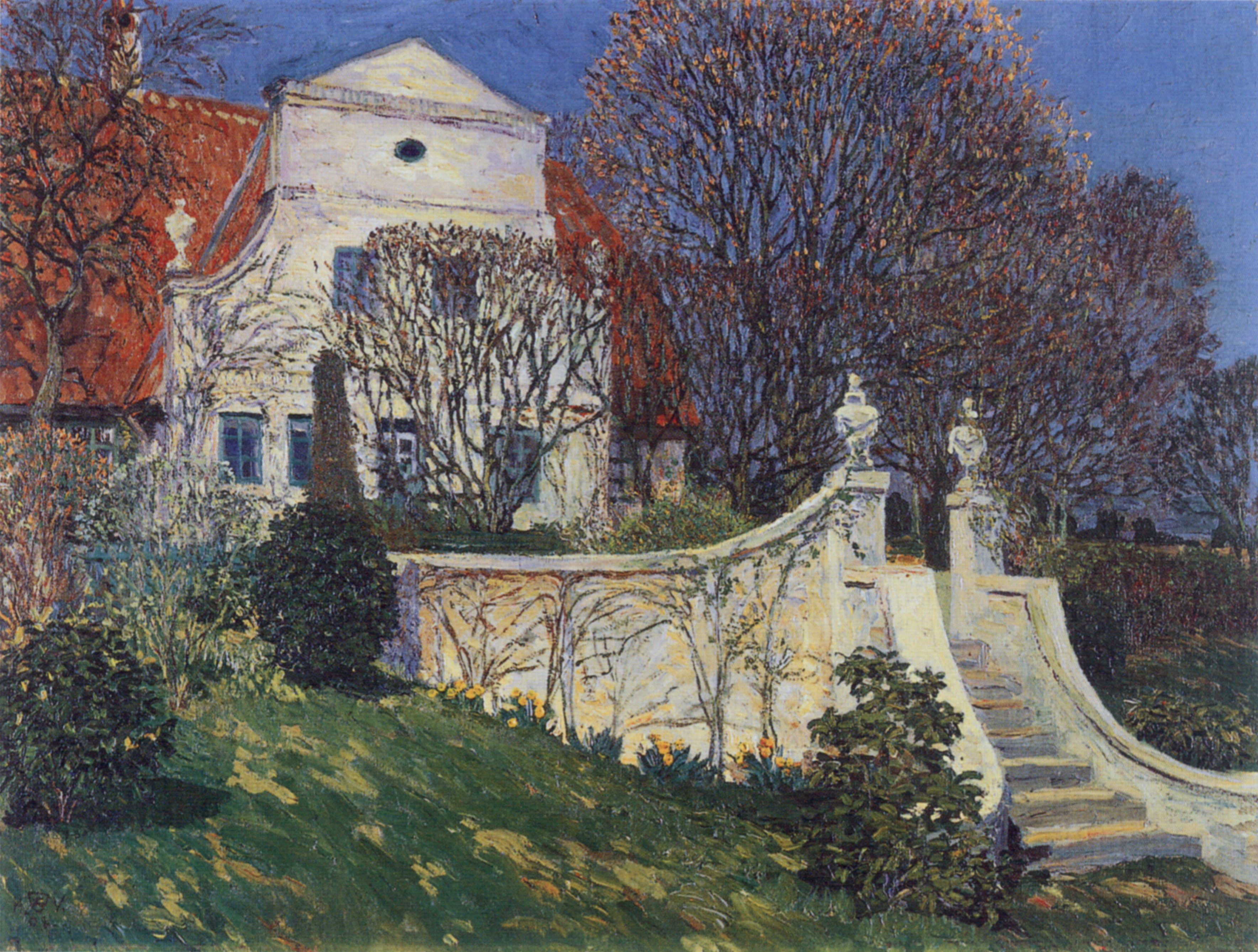
Баркенхоф, 1904
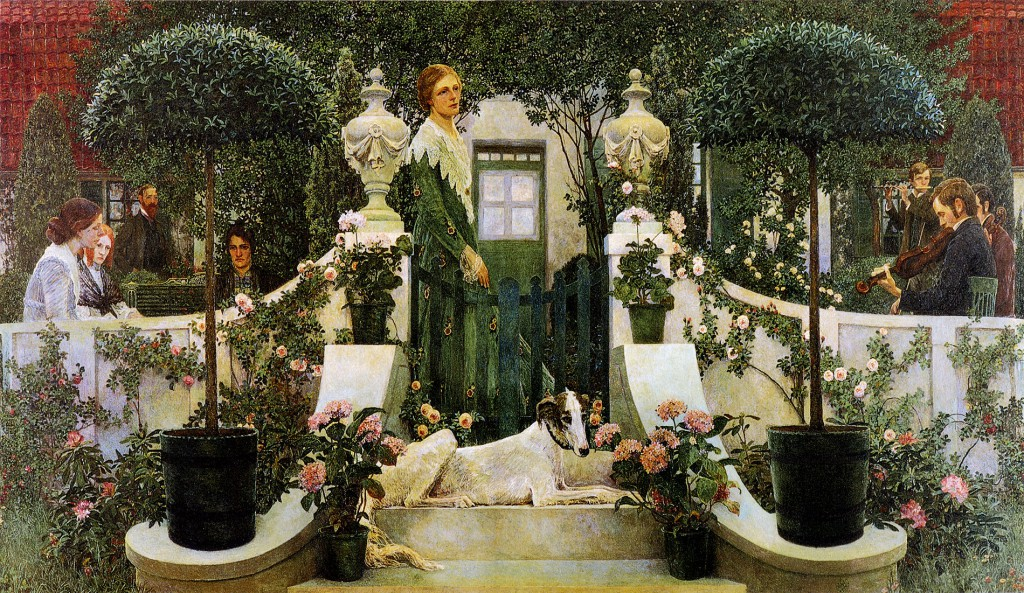
Літній вечір (концерт), 1905
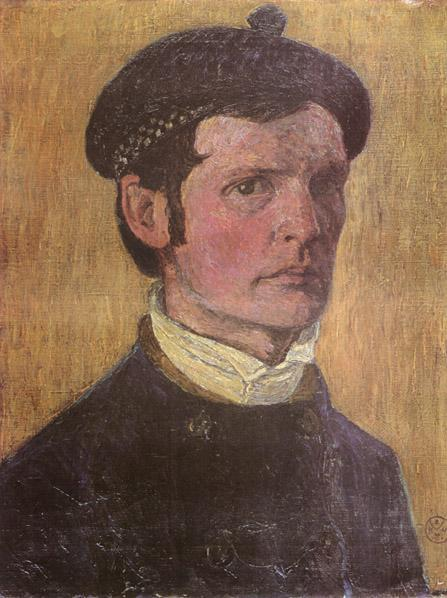
Автопортрет у береті, 1909
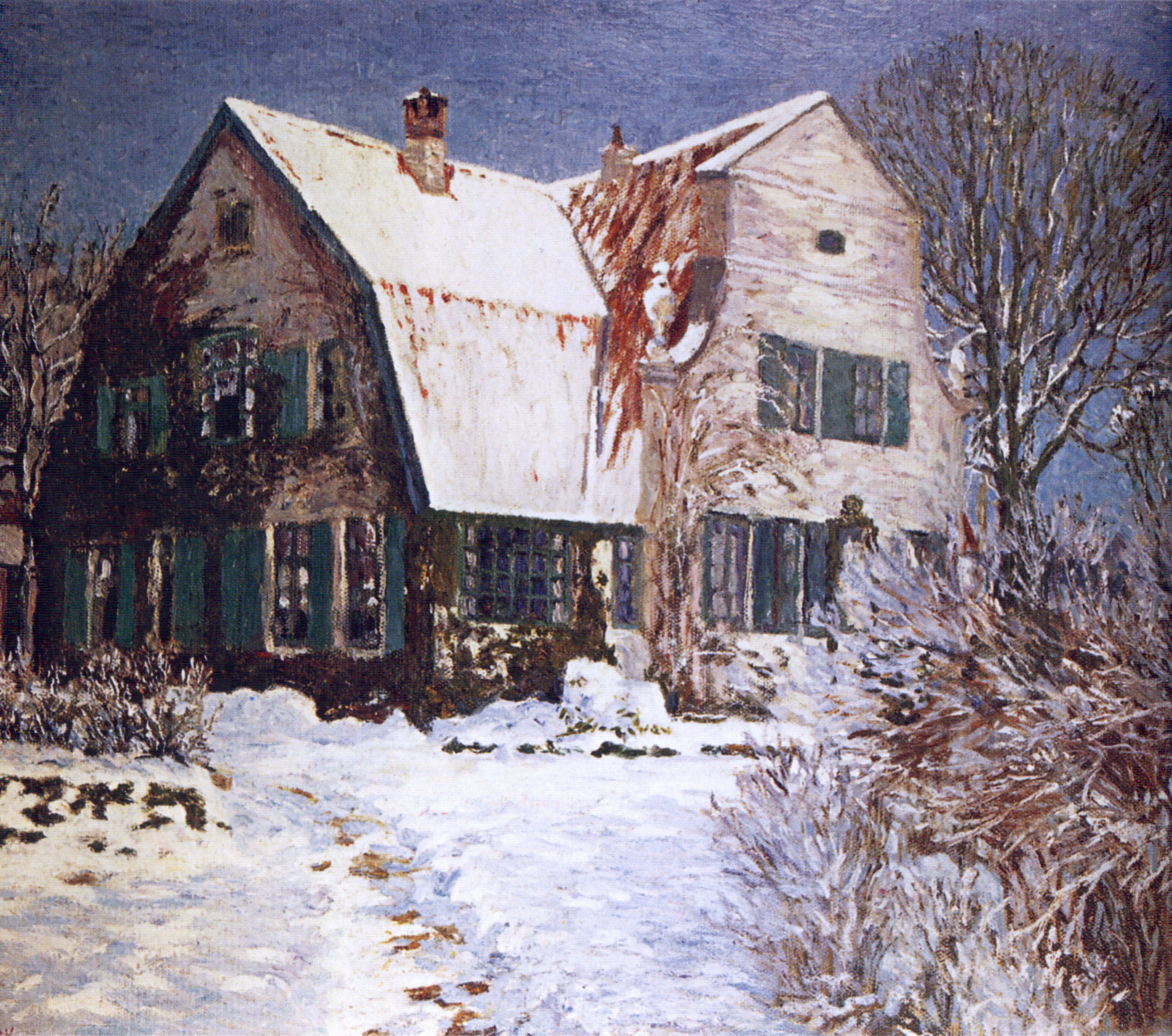
Баркенгоф у снігу, близько 1910
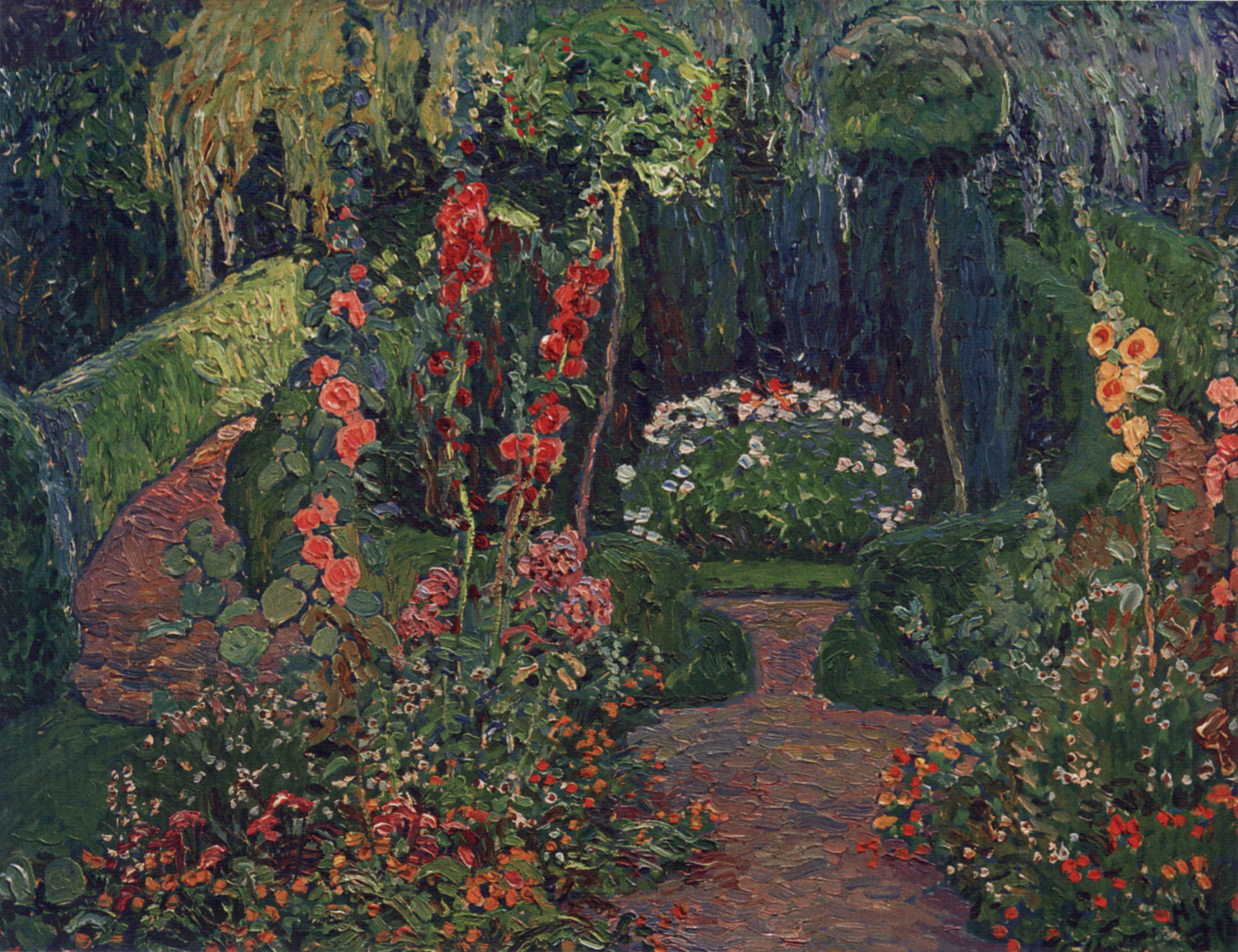
Літній сад, 1913
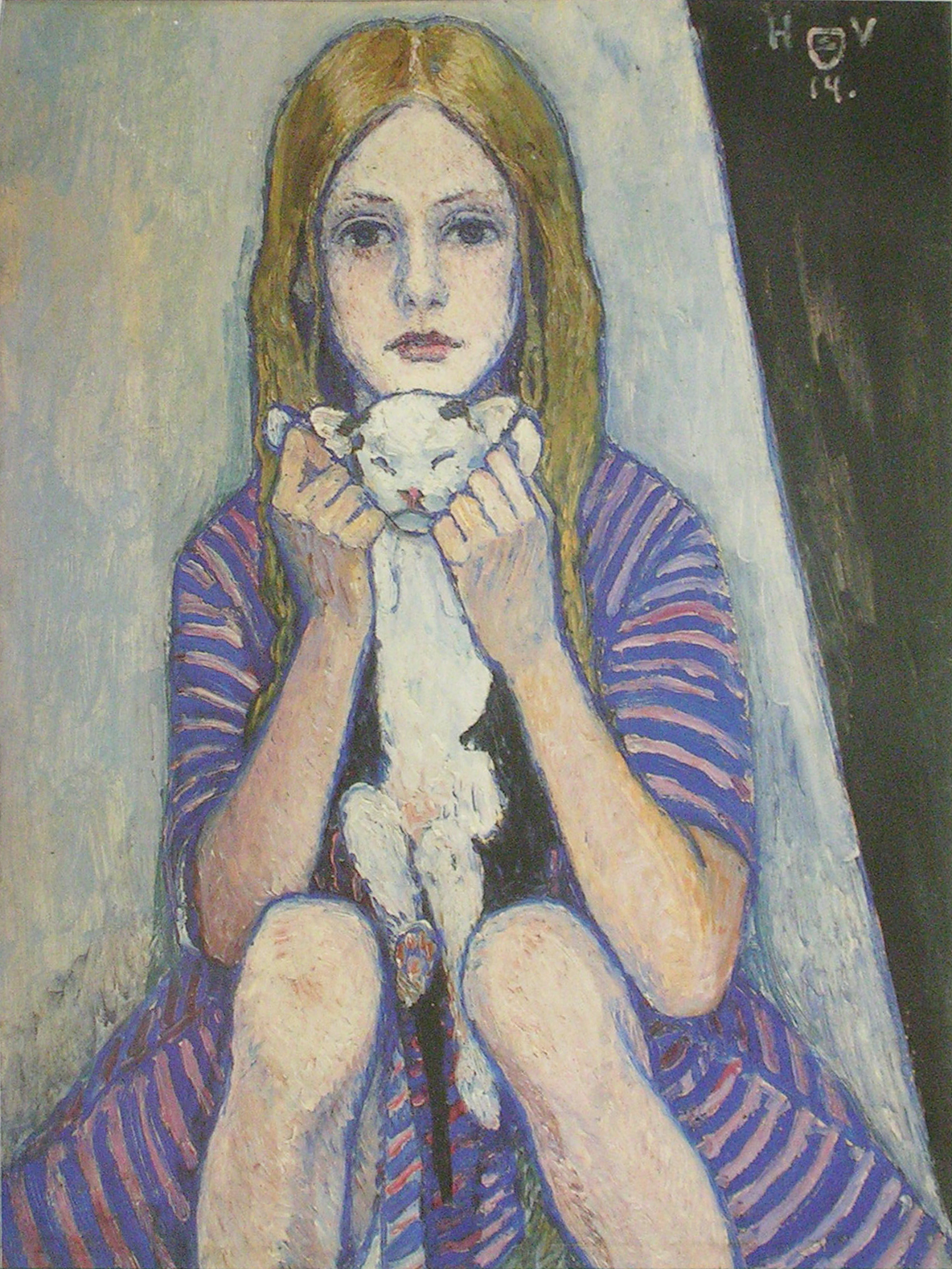
Дівчина з кошеням, 1914
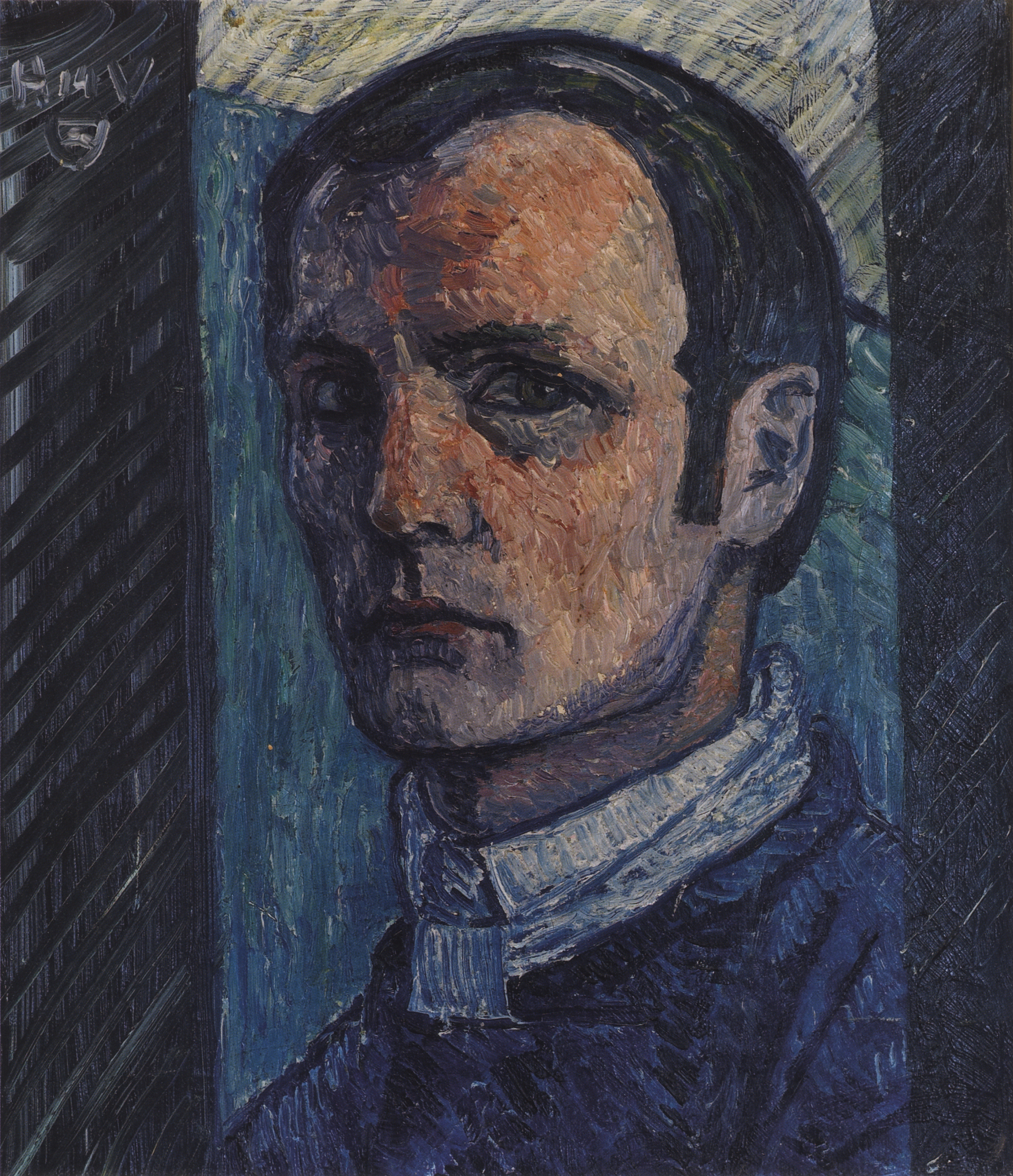
Автопортрет, 1914
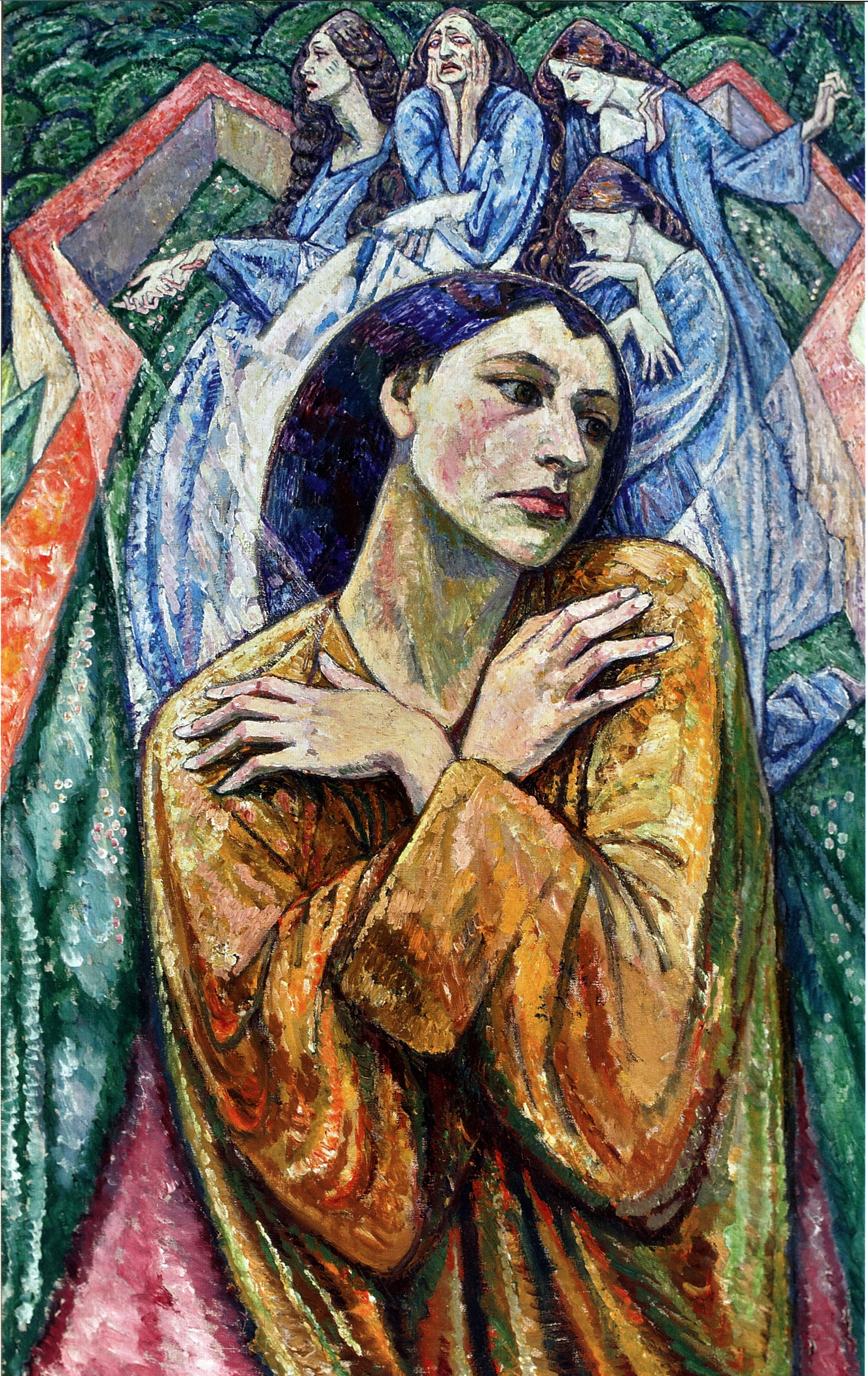
Страждання жінки під час війни, 1918
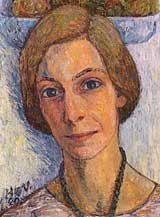
Портрет Софії Мархлевської, 1922
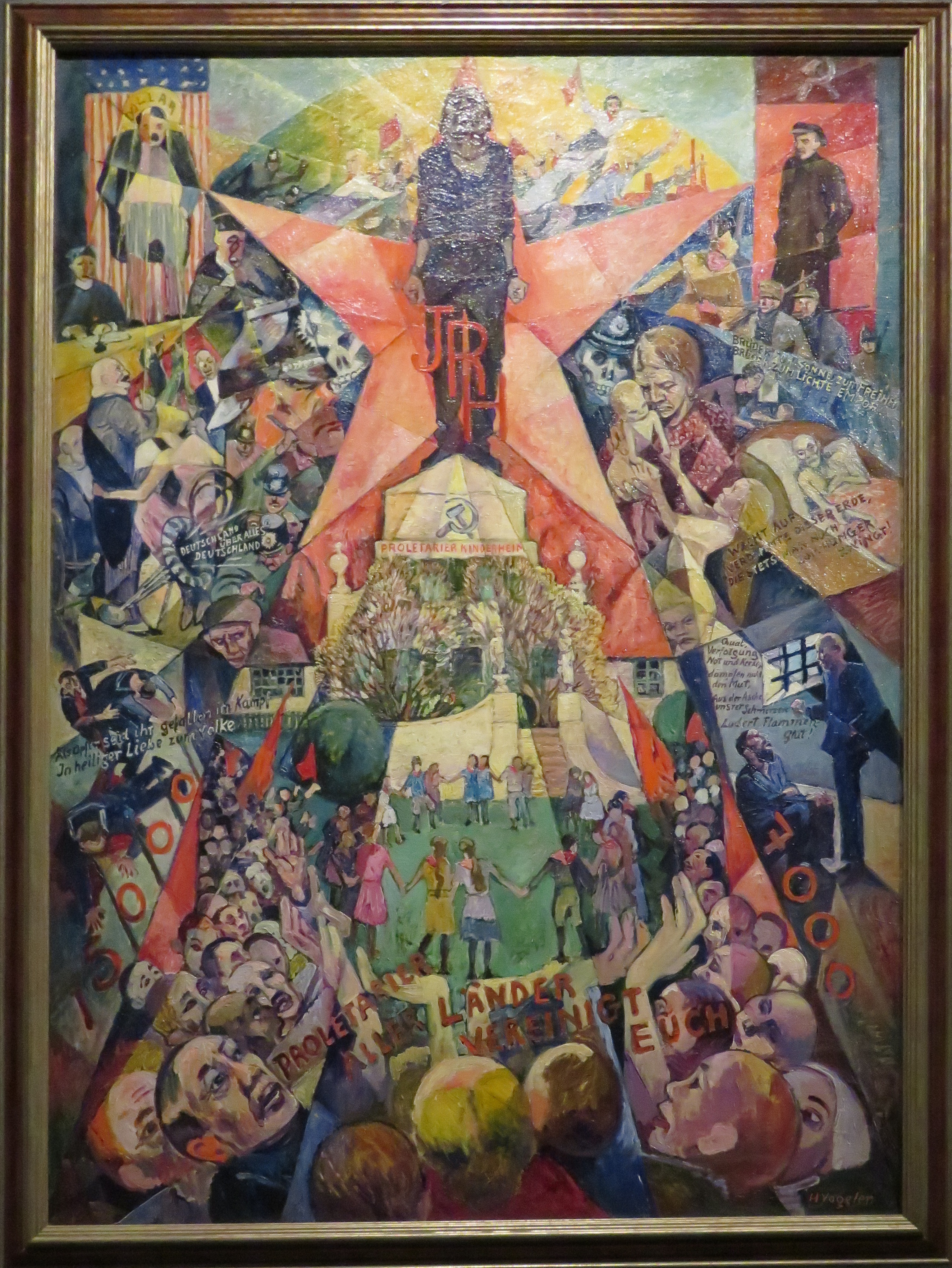
Міжнародна Червона допомога, 1924
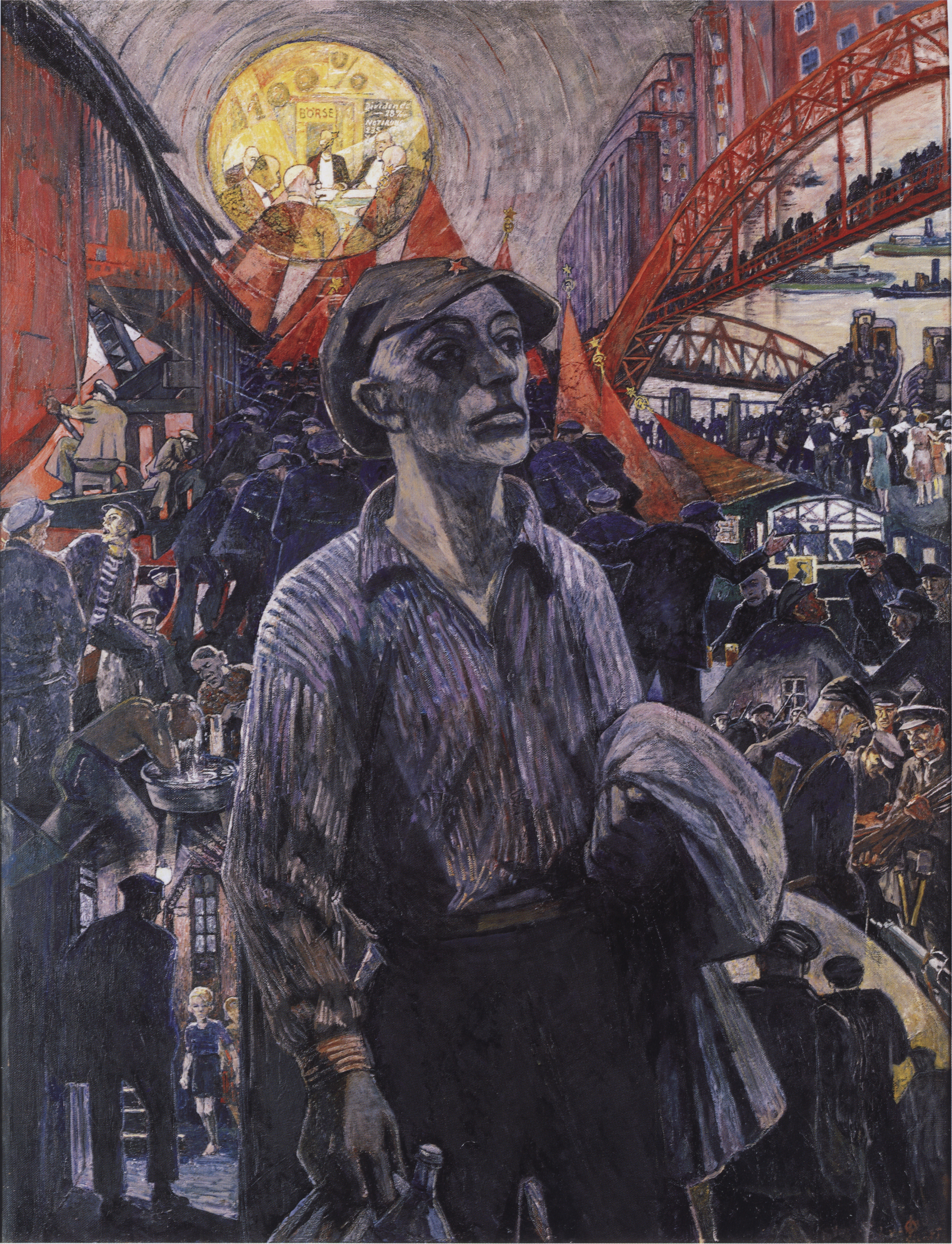
Гамбурзький товариш, 1928
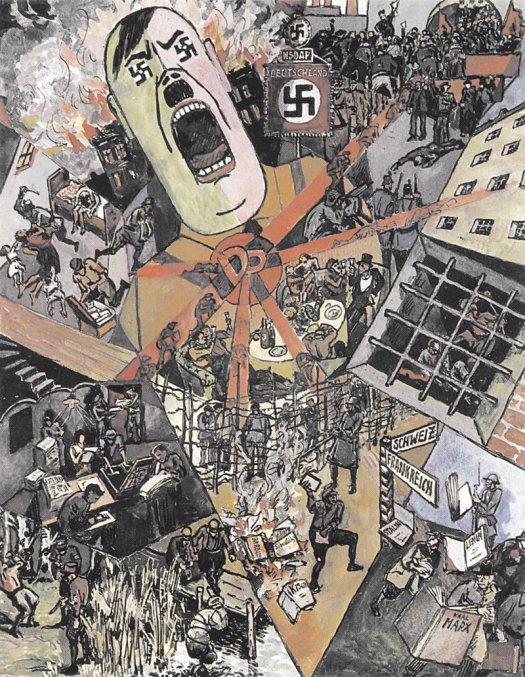
Третій Рейх, 1934
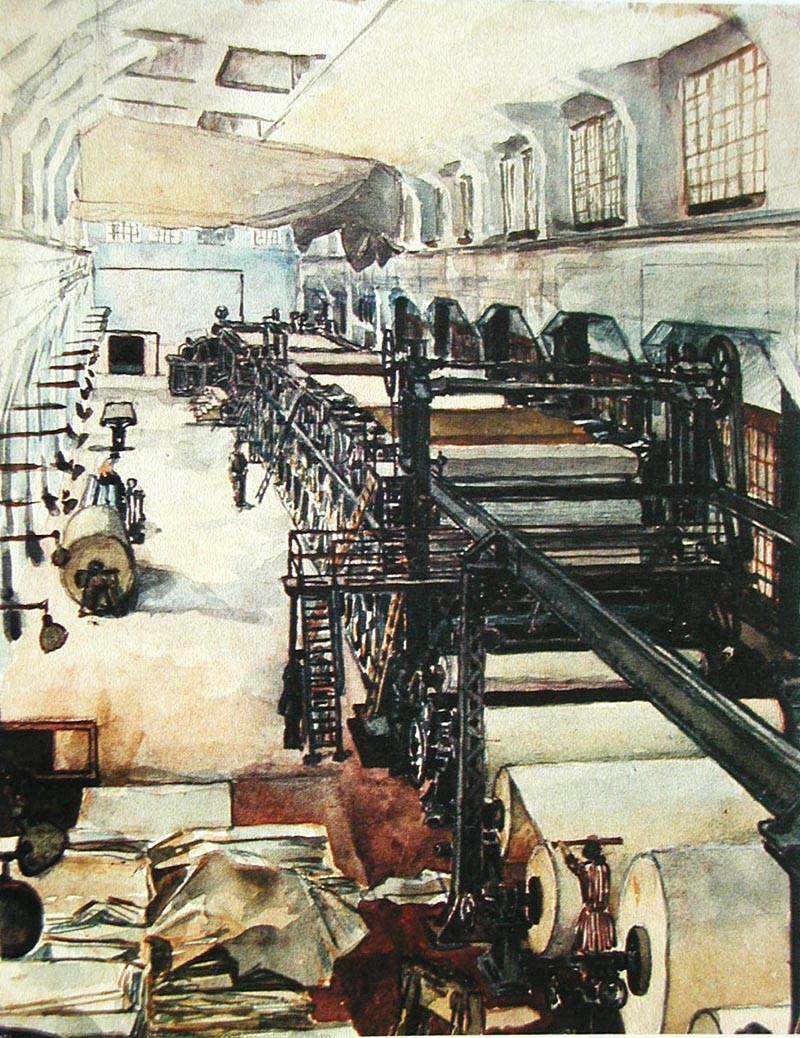
Головна машина Кондопозької паперової фабрики, 1933—1934
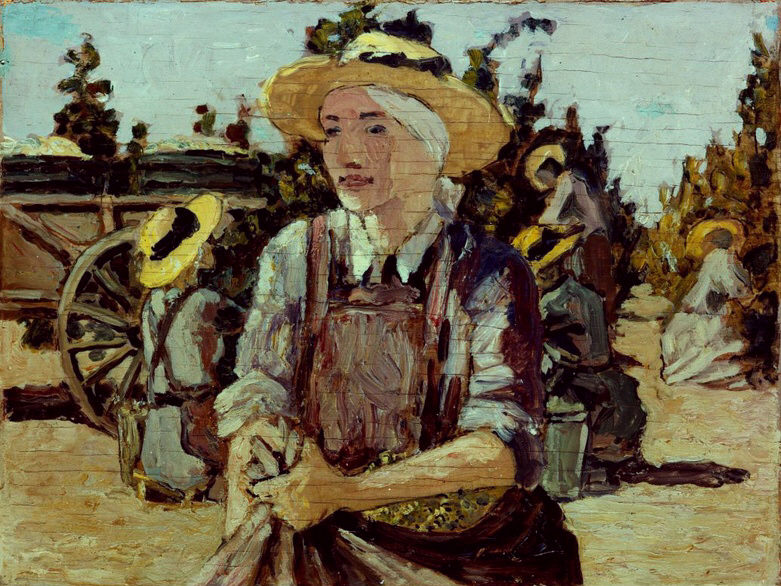
Селянка на винограднику в колгоспі ім. К. Маркса, 1939
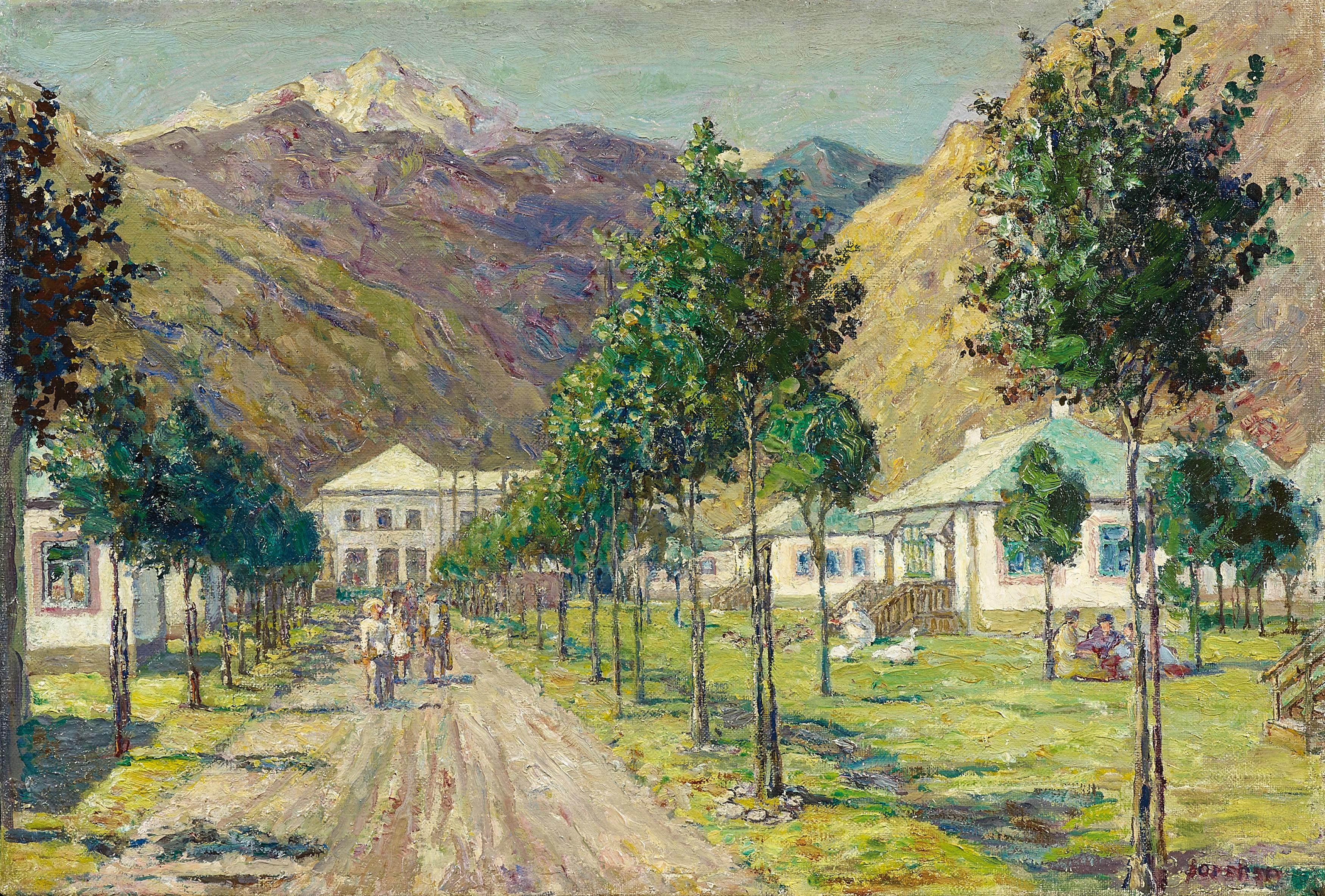
Нове містечко Тирниаузького комбінату в Кабардино-Балкарії, 1940